# Cupa Primăverii Divizia B 1957
Nu s-a jucat nicio ligă din cauza revenirii la ritmul de toamnă/primăvară. Un turneu neoficial a avut loc în primăvară, Cupa Primăverii.

## Formatul
S-au format 4 serii de 7 echipe.

## Clasamente

### Seria I
| Loc | Club                 | MJ | V | E | Î | GM | GP | Pt | Promovare sau retrogradare |
| --- | -------------------- | -- | - | - | - | -- | -- | -- | -------------------------- |
| 1   | Progresul Sibiu      | 12 | 9 | 0 | 3 | 26 | 12 | 18 | Promovare în Semifinale    |
| 2   | Energia Hunedoara    | 12 | 6 | 3 | 3 | 18 | 12 | 15 |                            |
| 3   | Energia Reșița       | 12 | 6 | 2 | 4 | 22 | 19 | 14 |                            |
| 4   | Locomotiva Timișoara | 12 | 5 | 2 | 5 | 28 | 28 | 12 |                            |
| 5   | F.C. Baia Mare       | 12 | 6 | 0 | 6 | 18 | 22 | 12 |                            |
| 6   | Locomotiva Cluj      | 12 | 3 | 2 | 7 | 18 | 28 | 8  |                            |
| 7   | Energia Mediaș       | 12 | 1 | 3 | 8 | 11 | 20 | 5  |                            |

### Seria II
| Loc | Club                     | MJ | V | E | Î | GM | GP | Pt | Promovare sau retrogradare |
| --- | ------------------------ | -- | - | - | - | -- | -- | -- | -------------------------- |
| 1   | Energia Câmpia-Turzii    | 12 | 6 | 4 | 2 | 29 | 16 | 16 | Promovare în Semifinale    |
| 2   | Energia Lupeni           | 12 | 7 | 2 | 3 | 27 | 15 | 16 |                            |
| 3   | Știința Cluj             | 12 | 6 | 2 | 4 | 25 | 23 | 14 |                            |
| 4   | Energia Tractorul Brașov | 12 | 6 | 1 | 5 | 17 | 22 | 13 |                            |
| 5   | Energia Arad             | 12 | 4 | 3 | 5 | 21 | 18 | 11 |                            |
| 6   | Recolta Reghin           | 12 | 2 | 4 | 6 | 13 | 20 | 8  |                            |
| 7   | Locomotiva Arad          | 12 | 2 | 2 | 8 | 10 | 28 | 6  |                            |

### Seria III
| Loc | Club                     | MJ | V | E | Î | GM | GP | Pt | Promovare sau retrogradare |
| --- | ------------------------ | -- | - | - | - | -- | -- | -- | -------------------------- |
| 1   | Știința Iași             | 12 | 6 | 3 | 3 | 13 | 10 | 15 | Promovare în Semifinale    |
| 2   | Energia Moreni           | 11 | 6 | 3 | 2 | 18 | 14 | 15 |                            |
| 3   | Progresul Focșani        | 12 | 5 | 4 | 3 | 17 | 12 | 14 |                            |
| 4   | Energia "1 Mai" Ploiești | 11 | 5 | 3 | 3 | 23 | 17 | 13 |                            |
| 5   | Dinamo Bacău             | 12 | 3 | 7 | 2 | 16 | 12 | 13 |                            |
| 6   | Energia Fălticeni        | 10 | 2 | 2 | 6 | 7  | 16 | 6  |                            |
| 7   | Energia Câmpina          | 12 | 0 | 4 | 8 | 9  | 22 | 4  |                            |

### Seria IV
| Loc | Club                              | MJ | V | E | Î | GM | GP | Pt | Promovare sau retrogradare |
| --- | --------------------------------- | -- | - | - | - | -- | -- | -- | -------------------------- |
| 1   | Locomotiva Gara de Nord București | 12 | 7 | 2 | 3 | 27 | 14 | 16 | Promovare în Semifinale    |
| 2   | Știința București                 | 12 | 5 | 5 | 2 | 29 | 14 | 15 |                            |
| 3   | Locomotiva Constanța              | 11 | 5 | 4 | 2 | 36 | 13 | 14 |                            |
| 4   | Dinamo Bârlad                     | 12 | 5 | 3 | 4 | 14 | 17 | 13 |                            |
| 5   | Dinamo 6 București                | 11 | 5 | 2 | 4 | 25 | 18 | 12 |                            |
| 6   | Progresul Suceava                 | 9  | 1 | 2 | 6 | 6  | 25 | 4  |                            |
| 7   | Progresul CPCS București          | 11 | 2 | 0 | 9 | 8  | 44 | 4  |                            |

## Semifinale
10.07.1957 • Locomotiva Gara de Nord București - Știința Iași • 2 - 1
10.07.1957 • Progresul Sibiu - Energia Câmpia-Turzii • 2 - 1

## Finala
14.07.1957 • Progresul Sibiu - Locomotiva Gara de Nord București • 3 - 2 (1-0)